# Расселл (округ, Канзас)
Ра́сселл (англ. Russell County) — округ в США, штате Канзас. Официально образован 26 февраля 1867 года. По состоянию на 2010 год, численность населения составляла 6 970 человек. Получил своё название в честь Alva P. Russell.

## География
По данным Бюро переписи США, общая площадь округа равняется 2 328 км², из которых 2 291 км² суша и 37 км² или 1,59 % это водоёмы.

## Население
По данным переписи населения 2000 года в округе проживает 7 370 жителей в составе 3 207 домашних хозяйств и 2 020 семей. Плотность населения составляет 3,00 человек на км2. На территории округа насчитывается 3 871 жилых строений, при плотности застройки около 2-х строений на км2. Расовый состав населения: белые — 97,58 %, афроамериканцы — 0,50 %, коренные американцы (индейцы) — 0,56 %, азиаты — 0,33 %, гавайцы — 0,01 %, представители других рас — 0,27 %, представители двух или более рас — 0,75 %. Испаноязычные составляли 0,91 % населения независимо от расы.
В составе 25,40 % из общего числа домашних хозяйств проживают дети в возрасте до 18 лет, 53,40 % домашних хозяйств представляют собой супружеские пары проживающие вместе, 7,10 % домашних хозяйств представляют собой одиноких женщин без супруга, 37,00 % домашних хозяйств не имеют отношения к семьям, 32,80 % домашних хозяйств состоят из одного человека, 16,80 % домашних хозяйств состоят из престарелых (65 лет и старше), проживающих в одиночестве. Средний размер домашнего хозяйства составляет 2,23 человека, и средний размер семьи 2,83 человека.
Возрастной состав округа: 22,40 % моложе 18 лет, 5,80 % от 18 до 24, 23,30 % от 25 до 44, 24,30 % от 45 до 64 и 24,30 % от 65 и старше. Средний возраст жителя округа 44 лет. На каждые 100 женщин приходится 92,50 мужчин. На каждые 100 женщин старше 18 лет приходится 88,70 мужчин.
Средний доход на домохозяйство в округе составлял 29 284 USD, на семью — 40 355 USD. Среднестатистический заработок мужчины был 25 916 USD против 17 957 USD для женщины. Доход на душу населения составлял 17 073 USD. Около 9,10 % семей и 12,00 % общего населения находились ниже черты бедности, в том числе — 13,80 % молодежи (тех, кому ещё не исполнилось 18 лет) и 8,50 % тех, кому было уже больше 65 лет.